# 炉下镇
炉下镇是中国福建省南平市延平区下辖的一个镇。

## 名称由来
炉下镇政府驻炉下村，以驻地村而得名。

## 行政区划
炉下镇共辖10个行政村，分别是：
炉下村、龙村村、蛇村村、田头村、官庄村、洋洧村、下岚村、瓦口村、斜溪村、下井村。